# Danh sách cầu thủ tham dự giải vô địch bóng đá trẻ thế giới 1991

## Bảng A

### Argentina
Huấn luyện viên:  Reinaldo Merlo
| Số | Vt | Cầu thủ              | Ngày sinh (tuổi)            | Số trận | Câu lạc bộ         |
| -- | -- | -------------------- | --------------------------- | ------- | ------------------ |
| 1  | TM | Fernando Regulés     | 15 tháng 10, 1973 (17 tuổi) |         | San Lorenzo        |
| 2  | HV | Mauricio Pochettino  | 2 tháng 3, 1972 (19 tuổi)   |         | Newell's Old Boys  |
| 3  | HV | Diego Cocca          | 11 tháng 2, 1972 (19 tuổi)  |         | River Plate        |
| 4  | HV | Juan José di Stéfano | 4 tháng 12, 1971 (19 tuổi)  |         | Racing Club        |
| 5  | HV | Gabriel Bellino      | 22 tháng 9, 1971 (19 tuổi)  |         | Ferro Carril Oeste |
| 6  | HV | Mauricio Pellegrino  | 5 tháng 10, 1971 (19 tuổi)  |         | Vélez Sársfield    |
| 7  | TĐ | Marcelo Delgado      | 24 tháng 3, 1973 (18 tuổi)  |         | Rosario Central    |
| 8  | TV | Claudio Marini       | 15 tháng 5, 1972 (19 tuổi)  |         | Racing Club        |
| 9  | TĐ | Juan Esnaider        | 5 tháng 3, 1973 (18 tuổi)   |         | Ferro Carril Oeste |
| 10 | TV | Walter Paz           | 4 tháng 3, 1973 (18 tuổi)   |         | Argentinos Juniors |
| 11 | TĐ | Roberto Molina       | 28 tháng 10, 1971 (19 tuổi) |         | Ferro Carril Oeste |
| 12 | TM | Leonardo Díaz        | 5 tháng 9, 1972 (18 tuổi)   |         | Newell's Old Boys  |
| 13 | HV | José María Bazán     | 14 tháng 10, 1971 (19 tuổi) |         | Platense           |
| 14 | HV | César Loza           | 30 tháng 10, 1971 (19 tuổi) |         | Estudiantes        |
| 15 | TĐ | Roberto Mogrovejo    | 19 tháng 6, 1972 (18 tuổi)  |         | Argentinos Juniors |
| 16 | TV | Claudio Paris        | 31 tháng 3, 1973 (18 tuổi)  |         | Estudiantes        |
| 17 | TV | Hugo Morales         | 30 tháng 7, 1974 (16 tuổi)  |         | Huracán            |
| 18 | TV | Christian Bassedas   | 16 tháng 2, 1973 (18 tuổi)  |         | Vélez Sársfield    |

### Triều Tiên
Huấn luyện viên:  An Se-Uk
| Số | Vt | Cầu thủ         | Ngày sinh (tuổi)            | Số trận | Câu lạc bộ                     |
| -- | -- | --------------- | --------------------------- | ------- | ------------------------------ |
| 1  | TM | Kim Jong-Son    | 27 tháng 8, 1972 (18 tuổi)  |         | Pyongyang Athletics College    |
| 2  | HV | Chong Gang-Song | 15 tháng 10, 1973 (17 tuổi) |         | Pyongyang Athletics Institute  |
| 3  | HV | Kang Chul       | 2 tháng 11, 1971 (19 tuổi)  |         | Yonsei University              |
| 4  | HV | Park Chul       | 20 tháng 8, 1973 (17 tuổi)  |         | Daegu University               |
| 5  | TV | Noh Tai-Kyung   | 22 tháng 4, 1972 (19 tuổi)  |         | POSCO Atoms                    |
| 6  | HV | Jang Hyun-Ho    | 14 tháng 10, 1972 (18 tuổi) |         | Korea University               |
| 7  | TV | Kim Jong-Man    | 16 tháng 12, 1972 (18 tuổi) |         | Pyongyang Athletics College    |
| 8  | TV | Cho Jin-Ho      | 2 tháng 8, 1973 (17 tuổi)   |         | Kyung Hee University           |
| 9  | TĐ | Seo Dong-Won    | 12 tháng 12, 1973 (17 tuổi) |         | Jungdong High School           |
| 10 | TĐ | Yun Chol        | 27 tháng 10, 1972 (18 tuổi) |         | Pyongyang College of Education |
| 11 | HV | Cho In-Chol     | 2 tháng 10, 1973 (17 tuổi)  |         | Pyongyang Athletics College    |
| 12 | TĐ | Han Yeon-Chul   | 30 tháng 3, 1972 (19 tuổi)  |         | Korea University               |
| 13 | TĐ | Choi Yong-Son   | 10 tháng 10, 1972 (18 tuổi) |         | Pyongyang Athletics College    |
| 14 | TV | Li Chang-Ha     | 23 tháng 8, 1972 (18 tuổi)  |         | Pyongyang College of Education |
| 15 | TĐ | Choi Chol       | 18 tháng 12, 1973 (17 tuổi) |         | Pyongyang Athletics College    |
| 16 | TV | Lee Tae-Hong    | 1 tháng 10, 1971 (19 tuổi)  |         | Daegu University               |
| 17 | HV | Lee Lim-Saeng   | 18 tháng 11, 1971 (19 tuổi) |         | Korea University               |
| 18 | TM | Choi Ik-Hyung   | 5 tháng 8, 1973 (17 tuổi)   |         | Korea University               |

### Bồ Đào Nha
Huấn luyện viên:  Carlos Queiroz
| Số | Vt | Cầu thủ             | Ngày sinh (tuổi)              | Số trận | Câu lạc bộ         |
| -- | -- | ------------------- | ----------------------------- | ------- | ------------------ |
| 1  | TM | Fernando Brassard   | 11 tháng 4, 1972 (19 tuổi)    |         | Louletano          |
| 2  | TĐ | Gil                 | 2 tháng 12, 1972 (18 tuổi)    |         | Benfica            |
| 3  | TV | Luís Figo           | 4 tháng 11, 1972 (18 tuổi)    |         | Sporting CP        |
| 4  | TV | Emílio Peixe        | 16 tháng 1, 1973 (18 tuổi)    |         | Sporting CP        |
| 5  | TV | Rui Costa           | 29 tháng 3, 1972 (19 tuổi)    |         | Fafe               |
| 6  | HV | Jorge Costa         | 14 tháng 10, 1971 (19 tuổi)   |         | Penafiel           |
| 7  | HV | Abel Xavier         | 30 tháng 11, 1972 (18 tuổi)   |         | Estrela da Amadora |
| 8  | HV | Paulo Torres        | 25 tháng 11, 1971 (19 tuổi)   |         | Sporting CP        |
| 9  | HV | Luís Miguel         | 24 tháng 7, 1972 (18 tuổi)    |         | Rio Ave            |
| 10 | HV | Nélson              | 5 tháng 11, 1971 (19 tuổi)    |         | Sporting CP        |
| 11 | TV | Rui Bento           | 14 tháng 1, 1972 (19 tuổi)    |         | Benfica            |
| 12 | TM | Tó Ferreira         | 24 tháng 8, 1971 (19 tuổi)    |         | Famalicão          |
| 13 | TĐ | Capucho             | 21 tháng 2, 1972 (19 tuổi)    |         | Gil Vicente        |
| 14 | TĐ | João Vieira Pinto   | 18 tháng 8, 1971 (19 tuổi)    |         | Boavista           |
| 15 | TV | Tulipa              | 6 tháng 12, 1971 (19 tuổi)    |         | Porto              |
| 16 | TV | Cao                 | 20 tháng 10, 1968 (22 tuổi) 1 |         | Porto              |
| 17 | TV | João Oliveira Pinto | 3 tháng 8, 1971 (19 tuổi)     |         | Atlético CP        |
| 18 | TĐ | Toni                | 2 tháng 8, 1972 (18 tuổi)     |         | Porto              |

1In 2002, it was revealed that Cao had in fact been born in 1968.

### Cộng hòa Ireland
Huấn luyện viên:  Maurice Setters
| Số | Vt | Cầu thủ           | Ngày sinh (tuổi)            | Số trận | Câu lạc bộ             |
| -- | -- | ----------------- | --------------------------- | ------- | ---------------------- |
| 1  | TM | John Connolly     | 28 tháng 12, 1971 (19 tuổi) |         | Bohemians              |
| 2  | HV | David Collins     | 30 tháng 10, 1971 (19 tuổi) |         | Liverpool              |
| 3  | HV | Ken Gillard       | 30 tháng 4, 1972 (19 tuổi)  |         | Luton Town             |
| 4  | HV | Paul McCarthy     | 4 tháng 8, 1971 (19 tuổi)   |         | Brighton & Hove Albion |
| 5  | HV | John Carroll      | 13 tháng 10, 1971 (19 tuổi) |         | Liverpool              |
| 6  | TV | Kieran Toal       | 14 tháng 12, 1971 (19 tuổi) |         | Manchester United      |
| 7  | TV | Kieron Brady      | 17 tháng 9, 1971 (19 tuổi)  |         | Sunderland             |
| 8  | TĐ | Derek McGrath     | 21 tháng 1, 1971 (20 tuổi)  |         | Brighton & Hove Albion |
| 9  | TĐ | Lee Power         | 30 tháng 6, 1972 (18 tuổi)  |         | Norwich City           |
| 10 | HV | Barry O'Connor    | 17 tháng 6, 1972 (18 tuổi)  |         | Shamrock Rovers        |
| 11 | TĐ | Stephen Gallagher | 27 tháng 12, 1971 (19 tuổi) |         | Birmingham City        |
| 12 | HV | Keith Brady       | 10 tháng 10, 1971 (19 tuổi) |         | Bohemians              |
| 13 | HV | Leonard Curtis    | 2 tháng 1, 1973 (18 tuổi)   |         | Leeds United           |
| 14 | HV | John Bacon        | 23 tháng 3, 1973 (18 tuổi)  |         | Arsenal                |
| 15 | HV | Tommy Dunne       | 27 tháng 4, 1972 (19 tuổi)  |         | Dundalk                |
| 16 | TM | George O'Hanlon   | 9 tháng 12, 1972 (18 tuổi)  |         | Leyton Orient          |
| 17 | TĐ | Jason Byrne       | 16 tháng 5, 1972 (19 tuổi)  |         | Huddersfield Town      |
| 18 | TV | Liam Dunne        | 1 tháng 9, 1971 (19 tuổi)   |         | Bohemians              |

## Bảng B

### Brasil
Huấn luyện viên:  Ernesto Paulo Calainho
| Số | Vt | Cầu thủ        | Ngày sinh (tuổi)            | Số trận | Câu lạc bộ     |
| -- | -- | -------------- | --------------------------- | ------- | -------------- |
| 1  | TM | Roger          | 23 tháng 7, 1972 (18 tuổi)  |         | Flamengo       |
| 2  | HV | Zelão          | 20 tháng 1, 1972 (19 tuổi)  |         | Cruzeiro       |
| 3  | HV | Castro         | 26 tháng 9, 1971 (19 tuổi)  |         | CA Juventus    |
| 4  | HV | Andrei         | 21 tháng 2, 1973 (18 tuổi)  |         | Palmeiras      |
| 5  | TV | Marquinhos     | 2 tháng 10, 1971 (19 tuổi)  |         | Flamengo       |
| 6  | HV | Roberto Carlos | 10 tháng 4, 1973 (18 tuổi)  |         | União São João |
| 7  | TĐ | Paulo Nunes    | 30 tháng 10, 1971 (19 tuổi) |         | Flamengo       |
| 8  | TV | Djair          | 21 tháng 9, 1971 (19 tuổi)  |         | Botafogo       |
| 9  | TĐ | Élber          | 23 tháng 7, 1972 (18 tuổi)  |         | Milan          |
| 10 | TV | Luiz Fernando  | 15 tháng 11, 1971 (19 tuổi) |         | Internacional  |
| 11 | TV | Sérgio Manoel  | 2 tháng 3, 1972 (19 tuổi)   |         | Santos         |
| 12 | TM | Ferreti        | 23 tháng 9, 1971 (19 tuổi)  |         | Grêmio         |
| 13 | HV | Anderson       | 18 tháng 3, 1973 (18 tuổi)  |         | CA Juventus    |
| 14 | TĐ | Serginho       | 27 tháng 5, 1973 (18 tuổi)  |         | Palmeiras      |
| 15 | TV | Rodrigão       | 20 tháng 5, 1972 (19 tuổi)  |         | Flamengo       |
| 16 | TĐ | Sandro         | 10 tháng 12, 1971 (19 tuổi) |         | Botafogo       |
| 17 | HV | Ramon          | 30 tháng 6, 1972 (18 tuổi)  |         | Cruzeiro       |
| 18 | TĐ | Sérgio Eduardo | 15 tháng 10, 1972 (18 tuổi) |         | Vitória        |

### Bờ Biển Ngà
Huấn luyện viên:  Martin Gbonke Tia
| Số | Vt | Cầu thủ           | Ngày sinh (tuổi)            | Số trận | Câu lạc bộ    |
| -- | -- | ----------------- | --------------------------- | ------- | ------------- |
| 1  | TM | Losseni Konaté    | 29 tháng 12, 1972 (18 tuổi) |         | ASEC Abidjan  |
| 2  | HV | Guy Hoba          | 29 tháng 12, 1973 (17 tuổi) |         | Gagnoa        |
| 3  | HV | Patrice Yode      | 27 tháng 11, 1971 (19 tuổi) |         | Gagnoa        |
| 4  | TV | Troa Kpahou       | 17 tháng 4, 1972 (19 tuổi)  |         | AUC           |
| 5  | HV | Jean Marie Gbahou | 1 tháng 4, 1973 (18 tuổi)   |         | Stella        |
| 6  | HV | Nguessan Nzoue    | 12 tháng 12, 1973 (17 tuổi) |         | Stella        |
| 7  | TĐ | Sylvain Tiehi     | 31 tháng 12, 1972 (18 tuổi) |         | Le Havre      |
| 8  | HV | Gnazale Bohui     | 24 tháng 3, 1973 (18 tuổi)  |         | Stade Abidjan |
| 9  | TĐ | Michel Bassole    | 18 tháng 7, 1972 (18 tuổi)  |         | ASEC Abidjan  |
| 10 | TV | Ambroise Mambo    | 1 tháng 1, 1974 (17 tuổi)   |         | Martigues     |
| 11 | TV | Jean Gbelle       | 26 tháng 7, 1972 (18 tuổi)  |         | Brest         |
| 12 | HV | Guy Koffi         | 30 tháng 1, 1975 (16 tuổi)  |         | Stella        |
| 13 | TV | Melaine Babou     | 7 tháng 1, 1973 (18 tuổi)   |         | Stade Abidjan |
| 14 | HV | Guy Zozo          | 30 tháng 12, 1971 (19 tuổi) |         | Stade Abidjan |
| 15 | TV | Ambroise Seri     | 7 tháng 12, 1972 (18 tuổi)  |         | Stella        |
| 16 |    | Moussa Konaté     | 11 tháng 4, 1972 (19 tuổi)  |         | Stella        |
| 17 | TV | Adama Yoro Bi     | 25 tháng 5, 1974 (17 tuổi)  |         | Africa Sports |
| 18 | TM | Patrice Tade      | 16 tháng 12, 1974 (16 tuổi) |         | Stella        |

### México
Huấn luyện viên:  Alfonso Bồ Đào Nha Díaz
| Số | Vt | Cầu thủ            | Ngày sinh (tuổi)            | Số trận | Câu lạc bộ                 |
| -- | -- | ------------------ | --------------------------- | ------- | -------------------------- |
| 1  | TM | Miguel Fuentes     | 29 tháng 9, 1971 (19 tuổi)  |         | Atlas                      |
| 2  | HV | Héctor Enríquez    | 23 tháng 1, 1972 (19 tuổi)  |         | Tecos UAG                  |
| 3  | HV | Felipe Peña        | 3 tháng 5, 1972 (19 tuổi)   |         | Universidad de Guadalajara |
| 4  | HV | Mario Trejo        | 2 tháng 8, 1971 (19 tuổi)   |         | Cruz Azul                  |
| 5  | HV | Javier Delgado     | 21 tháng 9, 1971 (19 tuổi)  |         | Abasolo                    |
| 6  | TV | Miguel García      | 11 tháng 8, 1971 (19 tuổi)  |         | Guadalajara                |
| 7  | TV | Mauricio Gallaga   | 16 tháng 7, 1972 (18 tuổi)  |         | Cocula Ind                 |
| 8  | TV | Gustavo Gaytán     | 27 tháng 2, 1972 (19 tuổi)  |         | Veracruz                   |
| 9  | TĐ | Pedro Pineda       | 30 tháng 11, 1971 (19 tuổi) |         | Cachorros Neza             |
| 10 | TĐ | Damián Álvarez     | 11 tháng 3, 1973 (18 tuổi)  |         | Atlas                      |
| 11 | TĐ | Manuel Martínez    | 3 tháng 1, 1972 (19 tuổi)   |         | Guadalajara                |
| 12 | TM | Javier Quintero    | 15 tháng 9, 1972 (18 tuổi)  |         | Universidad de Guadalajara |
| 13 |    | Bruno Mendoza      | 6 tháng 10, 1971 (19 tuổi)  |         | Puebla                     |
| 14 | HV | Bulmaro González   | 12 tháng 11, 1971 (19 tuổi) |         | UNAM                       |
| 15 | TĐ | Juan Parra         | 25 tháng 3, 1972 (19 tuổi)  |         | Tecos UAG                  |
| 16 | TV | Fernando Guijarro  | 1 tháng 1, 1972 (19 tuổi)   |         | Ciudad Guzmán              |
| 17 | TV | Héctor Hernández   | 6 tháng 3, 1973 (18 tuổi)   |         | Cruz Azul                  |
| 18 |    | Humberto Domínguez | 29 tháng 9, 1971 (19 tuổi)  |         | UNAM                       |

### Thụy Điển
Huấn luyện viên:  Ulf Lyfors
| Số | Vt | Cầu thủ              | Ngày sinh (tuổi)            | Số trận | Câu lạc bộ      |
| -- | -- | -------------------- | --------------------------- | ------- | --------------- |
| 1  | TM | Magnus Hedman        | 19 tháng 3, 1973 (18 tuổi)  |         | AIK             |
| 2  | HV | Filip Apelstav       | 18 tháng 9, 1971 (19 tuổi)  |         | Västra Frölunda |
| 3  | HV | Magnus Johansson     | 10 tháng 11, 1971 (19 tuổi) |         | IFK Göteborg    |
| 4  | HV | Henrik Nilsson       | 25 tháng 7, 1972 (18 tuổi)  |         | Malmö FF        |
| 5  | HV | Rasmus Svensson      | 5 tháng 9, 1971 (19 tuổi)   |         | Malmö FF        |
| 6  | HV | Glenn Ståhl          | 25 tháng 8, 1971 (19 tuổi)  |         | IFK Värnamo     |
| 7  | TV | Niclas Alexandersson | 29 tháng 12, 1971 (19 tuổi) |         | Halmstads BK    |
| 8  | HV | Patrik Andersson     | 18 tháng 8, 1971 (19 tuổi)  |         | Malmö FF        |
| 9  | TV | Mikael Hellström     | 11 tháng 3, 1972 (19 tuổi)  |         | Hammarby IF     |
| 10 | TV | Jonny Hägerå         | 10 tháng 9, 1971 (19 tuổi)  |         | Örgryte IS      |
| 11 | TV | Patrick Luxenburg    | 7 tháng 7, 1972 (18 tuổi)   |         | Djurgårdens IF  |
| 12 | TM | Mats Svensson        | 22 tháng 11, 1971 (19 tuổi) |         | Landskrona      |
| 13 | TV | Ulf Lilius           | 27 tháng 1, 1972 (19 tuổi)  |         | Helsingborgs IF |
| 14 | TV | Jonny Rödlund        | 22 tháng 12, 1971 (19 tuổi) |         | IFK Norrköping  |
| 15 | TĐ | Andreas Bild         | 3 tháng 10, 1971 (19 tuổi)  |         | Östers IF       |
| 16 | TĐ | Niklas Gudmundsson   | 29 tháng 2, 1972 (19 tuổi)  |         | Halmstads BK    |
| 17 | TĐ | Roger Nordstrand     | 20 tháng 5, 1973 (18 tuổi)  |         | Örgryte IS      |
| 18 | TĐ | Stefan Paldan        | 27 tháng 10, 1971 (19 tuổi) |         | Östers IF       |

## Bảng C

### Úc
Huấn luyện viên:  Les Scheinflug
| Số | Vt | Cầu thủ           | Ngày sinh (tuổi)            | Số trận | Câu lạc bộ            |
| -- | -- | ----------------- | --------------------------- | ------- | --------------------- |
| 1  | TM | Mark Bosnich      | 13 tháng 1, 1972 (19 tuổi)  |         | Manchester United     |
| 2  |    | Robert Spasevski  | 7 tháng 11, 1972 (18 tuổi)  |         | Preston Makedonia     |
| 3  | HV | Robert Stojcevski | 1 tháng 1, 1973 (18 tuổi)   |         | Preston Makedonia     |
| 4  | HV | Mark Babic        | 24 tháng 4, 1973 (18 tuổi)  |         | Sydney Croatia        |
| 5  | HV | Paul Okon         | 5 tháng 4, 1972 (19 tuổi)   |         | Marconi Stallions     |
| 6  | TV | Adem Poric        | 22 tháng 4, 1973 (18 tuổi)  |         | St. George Saints     |
| 7  | TV | Matthew Bingley   | 16 tháng 8, 1971 (19 tuổi)  |         | St George             |
| 8  | TV | Lorenz Kindtner   | 13 tháng 10, 1971 (19 tuổi) |         | Sunshine George Cross |
| 9  | TĐ | David Seal        | 26 tháng 1, 1972 (19 tuổi)  |         | Marconi Stallions     |
| 10 | TĐ | Kris Trajanovski  | 19 tháng 2, 1972 (19 tuổi)  |         | Preston Makedonia     |
| 11 | TV | Steve Corica      | 24 tháng 3, 1973 (18 tuổi)  |         | Marconi Stallions     |
| 12 | HV | Kevin Muscat      | 7 tháng 8, 1973 (17 tuổi)   |         | Heidelberg United     |
| 13 | HV | Tony Popovic      | 4 tháng 7, 1973 (17 tuổi)   |         | Sydney Croatia        |
| 14 | TV | Brad Maloney      | 19 tháng 1, 1972 (19 tuổi)  |         | Canberra Metros       |
| 15 | HV | Robert Stanton    | 15 tháng 4, 1972 (19 tuổi)  |         | Sydney Croatia        |
| 16 | TĐ | Mark Silic        | 26 tháng 2, 1972 (19 tuổi)  |         | Melbourne Croatia     |
| 17 | TĐ | George Sorras     | 11 tháng 4, 1972 (19 tuổi)  |         | Sydney Olympic        |
| 18 | TM | Željko Kalac      | 16 tháng 12, 1972 (18 tuổi) |         | Sydney Croatia        |

### Ai Cập
Huấn luyện viên:  Mohamed El Ezz
| Số | Vt | Cầu thủ            | Ngày sinh (tuổi)            | Số trận | Câu lạc bộ           |
| -- | -- | ------------------ | --------------------------- | ------- | -------------------- |
| 1  | TM | Nader El-Sayed     | 31 tháng 12, 1971 (19 tuổi) |         | Zamalek              |
| 2  | HV | Tamer Abdul Hamid  | 16 tháng 10, 1971 (19 tuổi) |         | Zamalek              |
| 3  | HV | Yehya Nabil        | 4 tháng 9, 1971 (19 tuổi)   |         | Zamalek              |
| 4  | HV | Ahmed Ayoub        | 5 tháng 8, 1971 (19 tuổi)   |         | Al Ahly              |
| 5  | TV | Samir Kamouna      | 2 tháng 4, 1972 (19 tuổi)   |         | Al-Mokawloon al-Arab |
| 6  | HV | Sami Sheshini      | 23 tháng 1, 1972 (19 tuổi)  |         | Zamalek              |
| 7  | TV | Hady Khashaba      | 19 tháng 12, 1972 (18 tuổi) |         | Al Ahly              |
| 8  | TV | Akl Gadalla        | 15 tháng 11, 1972 (18 tuổi) |         | Zamalek              |
| 9  | TV | Momen Abdel Gafar  | 20 tháng 10, 1971 (19 tuổi) |         | Tersana              |
| 10 | TV | Walid Salah El-Din | 27 tháng 10, 1971 (19 tuổi) |         | Al Ahly              |
| 11 | TĐ | Mostafa Sadek      | 31 tháng 1, 1972 (19 tuổi)  |         | Al-Mokawloon al-Arab |
| 12 | TM | Tarik Soliman      | 25 tháng 6, 1973 (17 tuổi)  |         | Al Ahly              |
| 13 | TĐ | Ibrahim El Masry   | 19 tháng 8, 1971 (19 tuổi)  |         | El-Masry             |
| 14 | TV | Ayman Mohamed      | 2 tháng 10, 1973 (17 tuổi)  |         | Ismaily              |
| 15 | TĐ | Sami Abdel Halil   | 23 tháng 3, 1972 (19 tuổi)  |         | Zamalek              |
| 16 | TM | Mostafa Kamal      | 23 tháng 10, 1973 (17 tuổi) |         | Al Ahly              |
| 17 | TĐ | Tamer Sakr         | 27 tháng 3, 1972 (19 tuổi)  |         | Al Ahly              |
| 18 | TV | Amir Abdel Aziz    | 16 tháng 2, 1972 (19 tuổi)  |         | Zamalek              |

### Liên Xô
Huấn luyện viên:  Gennadi Kostylev
| Số | Vt | Cầu thủ                  | Ngày sinh (tuổi)            | Số trận | Câu lạc bộ            |
| -- | -- | ------------------------ | --------------------------- | ------- | --------------------- |
| 1  | TM | Oleksandr Pomazun        | 11 tháng 10, 1971 (19 tuổi) |         | Metallist Kharkov     |
| 2  | HV | Yervand Krbachian        | 1 tháng 10, 1971 (19 tuổi)  |         | Ararat Yerevan        |
| 3  | HV | Sergei Mandreko          | 1 tháng 8, 1971 (19 tuổi)   |         | Pamir Dushanbe        |
| 4  | HV | Sergei Mamchur           | 3 tháng 2, 1972 (19 tuổi)   |         | Dnipro Dnipropetrovsk |
| 5  | HV | Valeri Minko             | 8 tháng 8, 1971 (19 tuổi)   |         | CSKA Moscow           |
| 6  | HV | Evgeni Bushmanov         | 2 tháng 11, 1971 (19 tuổi)  |         | Spartak Moscow        |
| 7  | TV | Dmitri Mikhailenko       | 13 tháng 7, 1973 (17 tuổi)  |         | Dnipro Dnipropetrovsk |
| 8  | TĐ | Serhiy Scherbakov        | 15 tháng 8, 1971 (19 tuổi)  |         | Shakhtar Donetsk      |
| 9  | TĐ | Dmitri Karsakov          | 29 tháng 12, 1971 (19 tuổi) |         | CSKA Moscow           |
| 10 | TĐ | Serhiy Konovalov         | 1 tháng 3, 1972 (19 tuổi)   |         | Dnipro Dnipropetrovsk |
| 11 | TV | Volodymyr Sharan         | 18 tháng 9, 1971 (19 tuổi)  |         | Karpaty Lviv          |
| 12 | TM | Andrei Novosadov         | 27 tháng 3, 1972 (19 tuổi)  |         | CSKA Moscow           |
| 13 | HV | Dmitri Klimovich         | 30 tháng 4, 1972 (19 tuổi)  |         | Dinamo Minsk          |
| 14 | HV | Alexei Guschin           | 21 tháng 10, 1971 (19 tuổi) |         | CSKA Moscow           |
| 15 | TV | Yuri Alekseevich Drozdov | 16 tháng 1, 1972 (19 tuổi)  |         | Dynamo Moscow         |
| 16 | TV | Vitali But               | 16 tháng 11, 1972 (18 tuổi) |         | Dynamo Moscow         |
| 17 | TV | Armen Babalarian         | 15 tháng 8, 1971 (19 tuổi)  |         | Ararat Yerevan        |
| 18 | TV | Evgueni Pokhlebaev       | 25 tháng 11, 1971 (19 tuổi) |         | Dnipro Dnipropetrovsk |
| 19 | TM | Gennady Tumilovich       | 3 tháng 9, 1971 (19 tuổi)   |         | Dinamo Minsk          |

### Trinidad và Tobago
Huấn luyện viên:  Bertille Saint Clair
| Số | Vt | Cầu thủ              | Ngày sinh (tuổi)            | Số trận | Câu lạc bộ                               |
| -- | -- | -------------------- | --------------------------- | ------- | ---------------------------------------- |
| 1  | TM | Michael McComie      | 22 tháng 4, 1972 (19 tuổi)  |         | St Augustine Senior Comprehensive School |
| 2  | HV | Shawn Boney          | 28 tháng 8, 1971 (19 tuổi)  |         | Malta Carib Alcons                       |
| 3  | HV | Kirk Trotman         | 24 tháng 2, 1972 (19 tuổi)  |         | Servol                                   |
| 4  |    | Nigel Davidson       | 6 tháng 10, 1971 (19 tuổi)  |         | St Clair's                               |
| 5  | TV | Dean Pacheco         | 5 tháng 8, 1972 (18 tuổi)   |         | ECM Motown                               |
| 6  | HV | Richard Theodore     | 22 tháng 10, 1971 (19 tuổi) |         | Ball Youths                              |
| 7  | TĐ | Dwight Yorke         | 3 tháng 11, 1971 (19 tuổi)  |         | Aston Villa                              |
| 8  | TĐ | Glen Benjamin        | 4 tháng 4, 1972 (19 tuổi)   |         | Ball Youths                              |
| 9  | TV | Kervin Emmanuel      | 11 tháng 7, 1973 (17 tuổi)  |         | Ball Youths                              |
| 10 | TV | Anthony Sherwood     | 1 tháng 8, 1971 (19 tuổi)   |         | Point Fortin                             |
| 11 | TĐ | Jerren Nixon         | 25 tháng 6, 1973 (17 tuổi)  |         | Airport Authority                        |
| 12 |    | Granville Millington | 25 tháng 12, 1972 (18 tuổi) |         | Ball Youths                              |
| 13 | HV | Dale Boucher         | 24 tháng 12, 1971 (19 tuổi) |         | St Clair's                               |
| 14 | TV | Roger Henry          | 16 tháng 12, 1971 (19 tuổi) |         | St Augustine Senior Comprehensive School |
| 15 |    | Hayden James         | 23 tháng 3, 1972 (19 tuổi)  |         | St Clair's                               |
| 16 | TĐ | Angus Eve            | 23 tháng 2, 1972 (19 tuổi)  |         | ECM Motown                               |
| 17 | TM | Gavin Moze           | 25 tháng 3, 1972 (19 tuổi)  |         | St Mary's College                        |
| 18 | TM | Clayton Ince         | 13 tháng 7, 1972 (18 tuổi)  |         | Airport Authority                        |

## Bảng D

### Anh
Huấn luyện viên:  David Burnside
| Số | Vt | Cầu thủ             | Ngày sinh (tuổi)            | Số trận | Câu lạc bộ          |
| -- | -- | ------------------- | --------------------------- | ------- | ------------------- |
| 1  | TM | Ian Walker          | 31 tháng 10, 1971 (19 tuổi) |         | Tottenham Hotspur   |
| 2  | HV | Ian Hendon          | 5 tháng 12, 1971 (19 tuổi)  |         | Tottenham Hotspur   |
| 3  | HV | Alan Wright         | 28 tháng 9, 1971 (19 tuổi)  |         | Blackpool           |
| 4  | HV | Jason Kavanagh      | 23 tháng 11, 1971 (19 tuổi) |         | Derby County        |
| 5  | HV | David Tuttle        | 6 tháng 2, 1972 (19 tuổi)   |         | Tottenham Hotspur   |
| 6  | HV | Andy Awford         | 14 tháng 7, 1972 (18 tuổi)  |         | Portsmouth          |
| 7  | TV | Steve Hayward       | 8 tháng 9, 1971 (19 tuổi)   |         | Derby County        |
| 8  | TV | Shaun Rouse         | 28 tháng 2, 1972 (19 tuổi)  |         | Rangers             |
| 9  | TĐ | Andy Cole           | 15 tháng 10, 1971 (19 tuổi) |         | Arsenal             |
| 10 | TĐ | Brian Mills         | 26 tháng 12, 1971 (19 tuổi) |         | Port Vale           |
| 11 | HV | Scott Minto         | 6 tháng 8, 1971 (19 tuổi)   |         | Charlton Athletic   |
| 12 | TV | Scott Houghton      | 22 tháng 10, 1971 (19 tuổi) |         | Tottenham Hotspur   |
| 13 | TM | Glen Livingstone    | 13 tháng 10, 1972 (18 tuổi) |         | Aston Villa         |
| 14 | HV | Steve Harkness      | 27 tháng 8, 1971 (19 tuổi)  |         | Liverpool           |
| 15 | TV | Lee Clark           | 27 tháng 10, 1972 (18 tuổi) |         | Newcastle United    |
| 16 | TĐ | Bradley Allen       | 13 tháng 9, 1971 (19 tuổi)  |         | Queens Park Rangers |
| 17 | HV | Steve Watson        | 1 tháng 4, 1974 (17 tuổi)   |         | Newcastle United    |
| 18 | TV | Chris Bart-Williams | 16 tháng 6, 1974 (16 tuổi)  |         | Leyton Orient       |

### Tây Ban Nha
Huấn luyện viên:  Jesús María Pereda
| Số | Vt | Cầu thủ               | Ngày sinh (tuổi)            | Số trận | Câu lạc bộ      |
| -- | -- | --------------------- | --------------------------- | ------- | --------------- |
| 1  | TM | Jaime Ferrer          | 7 tháng 11, 1971 (19 tuổi)  |         | Sevilla         |
| 2  | HV | Luci Martín           | 17 tháng 8, 1972 (18 tuổi)  |         | Sevilla         |
| 3  | HV | Juanlu                | 7 tháng 11, 1972 (18 tuổi)  |         | Real Betis      |
| 4  | TĐ | Ángel Cuéllar         | 13 tháng 9, 1972 (18 tuổi)  |         | Real Betis      |
| 5  | HV | Jesús Enrique Velasco | 16 tháng 1, 1972 (19 tuổi)  |         | Real Madrid     |
| 6  | TĐ | Israel Izquierdo      | 29 tháng 12, 1971 (19 tuổi) |         | Hércules        |
| 7  | TĐ | Ismael Urzaiz         | 7 tháng 10, 1971 (19 tuổi)  |         | Real Madrid     |
| 8  | TV | Alberto Benito        | 17 tháng 6, 1972 (18 tuổi)  |         | Pegaso          |
| 9  | TV | Javier Delgado        | 3 tháng 7, 1971 (19 tuổi)   |         | Barcelona       |
| 10 | TV | Óscar                 | 26 tháng 3, 1971 (20 tuổi)  |         | Barcelona       |
| 11 | HV | Ramón de Quintana     | 6 tháng 2, 1971 (20 tuổi)   |         | Damm            |
| 12 | HV | Santi Cuesta          | 11 tháng 8, 1971 (19 tuổi)  |         | Real Valladolid |
| 13 | TM | José Luis Martínez    | 28 tháng 9, 1971 (19 tuổi)  |         | Real Betis      |
| 14 | TĐ | José Luis Cantero     | 9 tháng 8, 1971 (19 tuổi)   |         | Palencia        |
| 15 | TV | Antonio Acosta        | 22 tháng 11, 1971 (19 tuổi) |         | Atlético Madrid |
| 16 | TĐ | Pier Luigi Cherubino  | 15 tháng 10, 1971 (19 tuổi) |         | Tenerife        |
| 17 | TV | José Mauricio Casas   | 9 tháng 10, 1971 (19 tuổi)  |         | Castellón       |
| 18 | TV | Luis Márquez          | 1 tháng 11, 1971 (19 tuổi)  |         | Real Betis      |

### Syria
Huấn luyện viên:  Mahmoud Toughli
| Số | Vt | Cầu thủ             | Ngày sinh (tuổi)            | Số trận | Câu lạc bộ |
| -- | -- | ------------------- | --------------------------- | ------- | ---------- |
| 1  | TM | Malek Koussa        | 16 tháng 8, 1971 (19 tuổi)  |         | Jableh     |
| 2  | HV | Yasser Sibai        | 6 tháng 2, 1972 (19 tuổi)   |         | Al-Ittihad |
| 3  | TV | Georges Manaz       | 31 tháng 12, 1971 (19 tuổi) |         | Al-Horriya |
| 4  |    | Mohamed Khonda      | 15 tháng 9, 1973 (17 tuổi)  |         | Jableh     |
| 5  | HV | Hussam Al Sayed     | 1 tháng 7, 1972 (18 tuổi)   |         | Al-Wahda   |
| 6  | TV | Fawaz Mando         | 27 tháng 12, 1971 (19 tuổi) |         | Al-Karamah |
| 7  | TV | Abdullah Mando      | 9 tháng 10, 1971 (19 tuổi)  |         | Teshrin    |
| 8  | HV | Ammar Awad          | 10 tháng 10, 1972 (18 tuổi) |         | Hutteen    |
| 9  | TĐ | Munaf Ramadan       | 19 tháng 10, 1972 (18 tuổi) |         | Jableh     |
| 10 | TV | Mohammad Afash      | 31 tháng 10, 1971 (19 tuổi) |         | Al-Ittihad |
| 11 | TV | Radwan Ajam         | 20 tháng 11, 1971 (19 tuổi) |         | Al-Karamah |
| 12 | HV | Mahmoud Abdul Razak | 27 tháng 11, 1971 (19 tuổi) |         | Al-Futowa  |
| 13 | TĐ | Abdul Latif Helou   | 8 tháng 9, 1971 (19 tuổi)   |         | Al-Horriya |
| 14 | TĐ | Omar Kanafani       | 9 tháng 10, 1973 (17 tuổi)  |         | Hutteen    |
| 15 | HV | Hatem Ghaeb         | 25 tháng 9, 1971 (19 tuổi)  |         | Al-Shorta  |
| 16 | TĐ | Assaf al-Khalifa    | 27 tháng 9, 1971 (19 tuổi)  |         | Al-Wahda   |
| 17 |    | Yasser Kaddo        | 10 tháng 11, 1973 (17 tuổi) |         | Al-Shorta  |
| 18 | TM | Salem Bitar         | 7 tháng 8, 1973 (17 tuổi)   |         | Al-Karamah |

### Uruguay
Huấn luyện viên:  Juan José Duarte
| Số | Vt | Cầu thủ            | Ngày sinh (tuổi)            | Số trận | Câu lạc bộ        |
| -- | -- | ------------------ | --------------------------- | ------- | ----------------- |
| 1  | TM | Andrés Larrosa     | 19 tháng 2, 1972 (19 tuổi)  |         | Wanderers         |
| 2  | HV | Luis Márquez       | 2 tháng 8, 1971 (19 tuổi)   |         | Bella Vista       |
| 3  | HV | Roberto Lima       | 18 tháng 6, 1972 (18 tuổi)  |         | Peñarol           |
| 4  | HV | Gerardo Severo     | 29 tháng 3, 1972 (19 tuổi)  |         | Nacional          |
| 5  | TV | Diego Dorta        | 31 tháng 12, 1971 (19 tuổi) |         | Peñarol           |
| 6  | HV | Paolo Montero      | 3 tháng 9, 1971 (19 tuổi)   |         | Peñarol           |
| 7  | TV | Washington Tais    | 21 tháng 12, 1972 (18 tuổi) |         | Peñarol           |
| 8  | TV | Liber Vespa        | 18 tháng 10, 1971 (19 tuổi) |         | Cerro             |
| 9  | TĐ | Gustavo Ferreyra   | 29 tháng 5, 1972 (19 tuổi)  |         | Peñarol           |
| 10 | TV | Marcelo Tejera     | 6 tháng 8, 1973 (17 tuổi)   |         | Defensor Sporting |
| 11 | TĐ | Sergio Vázquez     | 14 tháng 10, 1972 (18 tuổi) |         | Wanderers         |
| 12 | TM | Alejandro Mitarian | 2 tháng 1, 1973 (18 tuổi)   |         | Peñarol           |
| 13 |    | Alvaro Marenco     | 18 tháng 1, 1972 (19 tuổi)  |         | Peñarol           |
| 14 |    | Mario Beñalba      | 20 tháng 8, 1972 (18 tuổi)  |         | Nacional          |
| 15 | HV | Gustavo Martínez   | 16 tháng 10, 1972 (18 tuổi) |         | Peñarol           |
| 16 | TĐ | Darío Silva        | 2 tháng 11, 1972 (18 tuổi)  |         | Yerbalense        |
| 17 | TĐ | Osvaldo Canobbio   | 17 tháng 2, 1973 (18 tuổi)  |         | River Plate       |
| 18 | TĐ | Josemir Lujambio   | 25 tháng 9, 1971 (19 tuổi)  |         | Defensor Sporting |